# Chiuza
Chiuza – wieś w Rumunii, w okręgu Bistrița-Năsăud, w gminie Chiuza. W 2011 roku liczyła 748 mieszkańców.